# Cheiloneurus longiventris
Cheiloneurus longiventris är en stekelart som beskrevs av Ruschka 1923. Cheiloneurus longiventris ingår i släktet Cheiloneurus och familjen sköldlussteklar. Inga underarter finns listade i Catalogue of Life.